# Aznar de Larraun
Pour les articles homonymes, voir Aznar.
Aznar Sánchez de Larraun ou de Pampelune, né vers 858, probablement à Larraun, et mort vers 890, est un membre de la noblesse du royaume de Pampelune au IXe siècle. Il est le fils de Sanche Garcés, lui-même fils du roi de Pampelune Garcie Ier et d'Urraque.
En 880, Aznar de Larraun épouse sa cousine, Oneca Fortúnez, fille du roi Fortún Garcés et divorcée de l'émir de Cordoue Abd Allah ben Muhammad.
De cette union naissent trois enfants :
- Sanche ;
- Toda (876-958) : elle épouse Sanche Ier, roi de Pampelune ;
- Sancie : elle épouse Jimeno Garcés de Navarre.